# Иван (лунный кратер)
Кратер Иван (лат. Ivan) — маленькое кратероподобное образование в центральной части Океана Бурь на видимой стороне Луны. Название присвоено по русскому мужскому имени и утверждено Международным астрономическим союзом в 1976 г. 

## Описание кратера

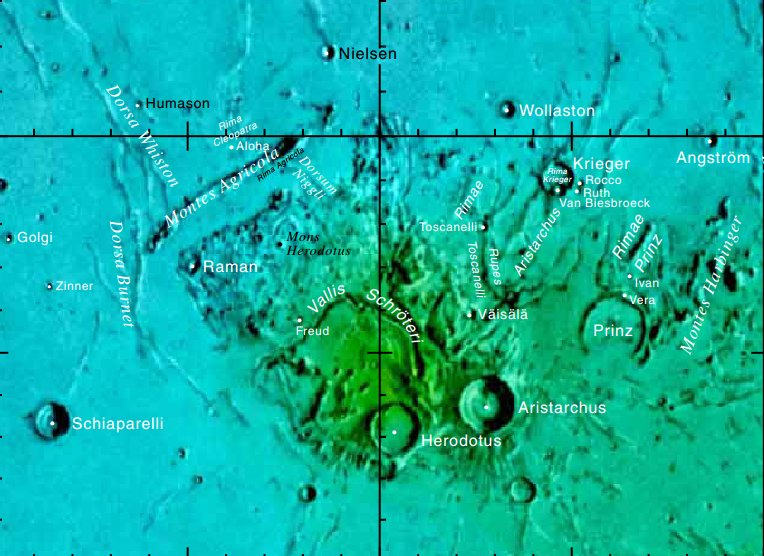
Окрестности кратера Иван. Фрагмент карты видимой стороны Луны.

Кратер Иван окружен бороздами Принца, в непосредственной близости от кратера располагается другое похожее образования – кратер Вера на юго-западе. Другими ближайшими соседями кратера являются кратеры Ван Бисбрук, Кригер, Рокко и Руфь на северо-западе; кратер Ангстрем на северо-западе; и кратер Принц на юге-юго-западе. Также на западе от кратера Иван находятся борозды Аристарха, а на востоке горы Харбингер. Селенографические координаты центра кратера 26°52′ с. ш. 43°16′ з. д. / 26,86° с. ш. 43,26° з. д., диаметр 3,8 км, глубина 590 м.
Кратер представляет собой понижение местности из центра которого исходит небольшая извилистая борозда, являющаяся частью системы борозд Принца.  Природа кратера неясна, возможно он представляет собой вулканическую кальдеру.
До получения собственного названия в 1976 г. кратер Иван именовался сателлитным кратером Принц В.

## Сателлитные кратеры
Отсутствуют.

## См.также
- Список кратеров на Луне
- Лунный кратер
- Морфологический каталог кратеров Луны
- Планетная номенклатура
- Селенография
- Минералогия Луны
- Геология Луны
- Поздняя тяжёлая бомбардировка